# Macrolophus
Macrolophus là một chi thuộc họ Bọ xít mù (Miridae). Chi Macrolophus hiện nay có ít nhất 20 loài.

## Loài
28 loài này thuộc chi Macrolophus: 
- Macrolophus aragarsanus Carvalho, 1945 c g
- Macrolophus basicornis (Stål, 1860) c g
- Macrolophus brevicornis Knight c g b
- Macrolophus caliginosus Wagner, 1951 c g
- Macrolophus costalis Fieber, 1858 c g
- Macrolophus crudus (Van Duzee, 1916) c g
- Macrolophus cuiabanus Carvalho, 1945 c g
- Macrolophus cuibanus Carvalho g
- Macrolophus diffractus (Van Duzee, 1923) c g
- Macrolophus epilobii V. Putshkov, 1978 c g
- Macrolophus ethiopius Cassis, 1986 c g
- Macrolophus glaucescens Fieber, 1858 c g
- Macrolophus hexaradiatus Carvalho and Carpintero, 1986 c g
- Macrolophus innotatus Carvalho, 1968 c g
- Macrolophus klotho Linnavuori, 1992 c g
- Macrolophus longicornis (Poppius, 1914) c
- Macrolophus lopezi (Van Duzee, 1923) i c g
- Macrolophus melanotoma (A. Costa, 1853) c g
- Macrolophus mimuli Knight, 1968 i c g
- Macrolophus pericarti Heiss and Ribes, 1998 c g
- Macrolophus praeclarus (Distant, 1884) c g
- Macrolophus punctatus Carvalho, 1968 c g
- Macrolophus pygmaeus (Rambur, 1839) i c g b
- Macrolophus rivalis (Knight, 1943) c g
- Macrolophus saileri Carvalho, 1947 c g
- Macrolophus separatus (Uhler, 1894) i c g b
- Macrolophus tenuicornis Blatchley, 1926 i c g b
- Macrolophus usingeri (Knight, 1943) c g

Dữ liệu: i = ITIS, c = Catalogue of Life, g = GBIF, b = Bugguide.net